# NCC - Navigazione con conduttore
NCC - Navigazione con conduttore è stato un quiz show su strada, in onda dal 25 gennaio 2020 alle ore 13:45 e condotto da Filippo Nardi e Maddalena Corvaglia. Il quiz show è tratto da un format inglese

## Edizioni
| Edizione | Inizio          | Fine          | Conduzione    | Conduzione          | Puntate | Telespettatori | Share |
| -------- | --------------- | ------------- | ------------- | ------------------- | ------- | -------------- | ----- |
| 1ª       | 25 gennaio 2020 | 14 marzo 2020 | Filippo Nardi | Maddalena Corvaglia | 8       |                |       |

## Svolgimento
In ogni puntata, due squadre composte da coppie di amici, parenti o conoscenti, e capitanate da Filippo Nardi e Maddalena Corvaglia si mettono alla guida di una auto speciale: al loro interno troveranno un navigatore satellitare, che fornirà le giuste indicazioni solo se il conducente e il suo passeggero forniranno la risposta giusta alla domanda posta dallo stesso navigatore.
Ogni domanda arriverà sul display del navigatore ad un incrocio: a quel punto, i concorrenti dovranno rispondere inforcando la strada corrispettiva alle opzioni di risposta date dal dispositivo.
Se i concorrenti avranno imboccato la strada legata alla risposta corretta, il navigatore donerà le indicazioni per una scorciatoia che permetterà all'auto di raggiungere velocemente la prossima domanda. In caso di risposta sbagliata, il navigatore indicherà ai concorrente una strada più lunga del normale.
Domanda dopo domanda, incrocio dopo incrocio, le tre auto raggiungeranno il traguardo. Raggiunta la location, verranno paragonati i contachilometri delle tre squadre: l'auto che ha percorso meno chilometri durante tutto il gioco decreterà la coppia vincitrice.

## Ascolti
| Puntata | Messa in onda   | Telespettatori | Share | Note  |
| ------- | --------------- | -------------- | ----- | ----- |
| 1       | 25 gennaio 2020 | 787.000        | 4,28% | [ 2 ] |